# Ненсі Гіббс
Ненсі Рейд Гіббс (англ. Nancy Reid Gibbs; 25 січня нар. 1960, Нью-Йорк) — американська публіцистка і головна редакторка журналу Time (2013—2017), авторка бестселерів і коментаторка з питань політики і цінностей в США.
Співавторка (з Майклом Даффі) таких робіт, як The Preacher and the Presidents; Billy Graham in the White House (2007) та The Presidents Club: Inside the World's Most Exclusive Fraternity (2012).